# Innowise
Innowise Sp. z o.o. es una empresa global de desarrollo de software que cuenta con oficinas en Varsovia, Fráncfort, Batumi, el Reino Unido y los Emiratos Árabes Unidos.

## Historia
Innowise Sp. z o.o. fue fundada en 2007 por tres ingenieros de software con el objetivo de desarrollar una tecnología de software personalizado. La empresa entró en el mercado alemán en 2009. En 2013, se expandió al mercado estadounidense, consiguiendo su primer cliente norteamericano. En 2014, la empresa empezó a colaborar con empresas de la lista Fortune 500, haciéndose cargo de proyectos de desarrollo de software más grandes y complejos. En 2016, creó Innowise Design Studio para potenciar sus conocimientos y experiencia en el ámbito del diseño de productos.
En 2017, Innowise Sp. z o.o. inició su proyecto interno VOKA.IO, dirigido por el CEO Pavel Arlou, con el objetivo de hacer más útiles las imágenes médicas. El proyecto se centró en la creación de una herramienta que pudiera ayudar a los educadores, cirujanos y pacientes a comprender el cuerpo humano, sus condiciones y sus enfermedades, prestando especial atención al realismo y la precisión médica.
En 2020, Innowise abrió un centro de desarrollo en Vilna, Lituania, como parte de su expansión regional en los países bálticos.
Durante cuatro años consecutivos, de 2021 a 2024, la empresa fue incluida en la lista Global Outsourcing 100 de la Asociación Internacional de Profesionales de Outsourcing (IAOP, por sus siglas en inglés). Innowise también apareció en la lista Inc. 5000 de las empresas privadas de más rápido crecimiento en Estados Unidos tanto en 2022 como en 2023.
En 2023, la empresa amplió su presencia física, estableciendo nuevas oficinas en Fráncfort, Batumi, Varsovia, el Reino Unido y los Emiratos Árabes Unidos. El mismo año, Innowise fue incluida en la lista Global Outsourcing 100 de 2023. Innowise opera en más de 15 países de Europa, Norteamérica y Medio Oriente, colaborando con empresas de todos los tamaños, desde startups hasta grandes corporaciones internacionales. En 2024, fue incluida en el ranking Inc. 5000, ocupando el puesto 1092 con un crecimiento del 468 % en tres años.